# Anett Fiebig
Anett Fiebig (2 novembre 1961) è una nuotatrice tedesca orientale.

## Carriera
Specializzata nella farfalla, si è laureata campionessa europea sulla distanza degli 200m ai campionati di Jönköping 1977.

## Palmarès
- Europei

Jönköping 1977: oro nei 200m farfalla.